# Jan Michał Grubecki

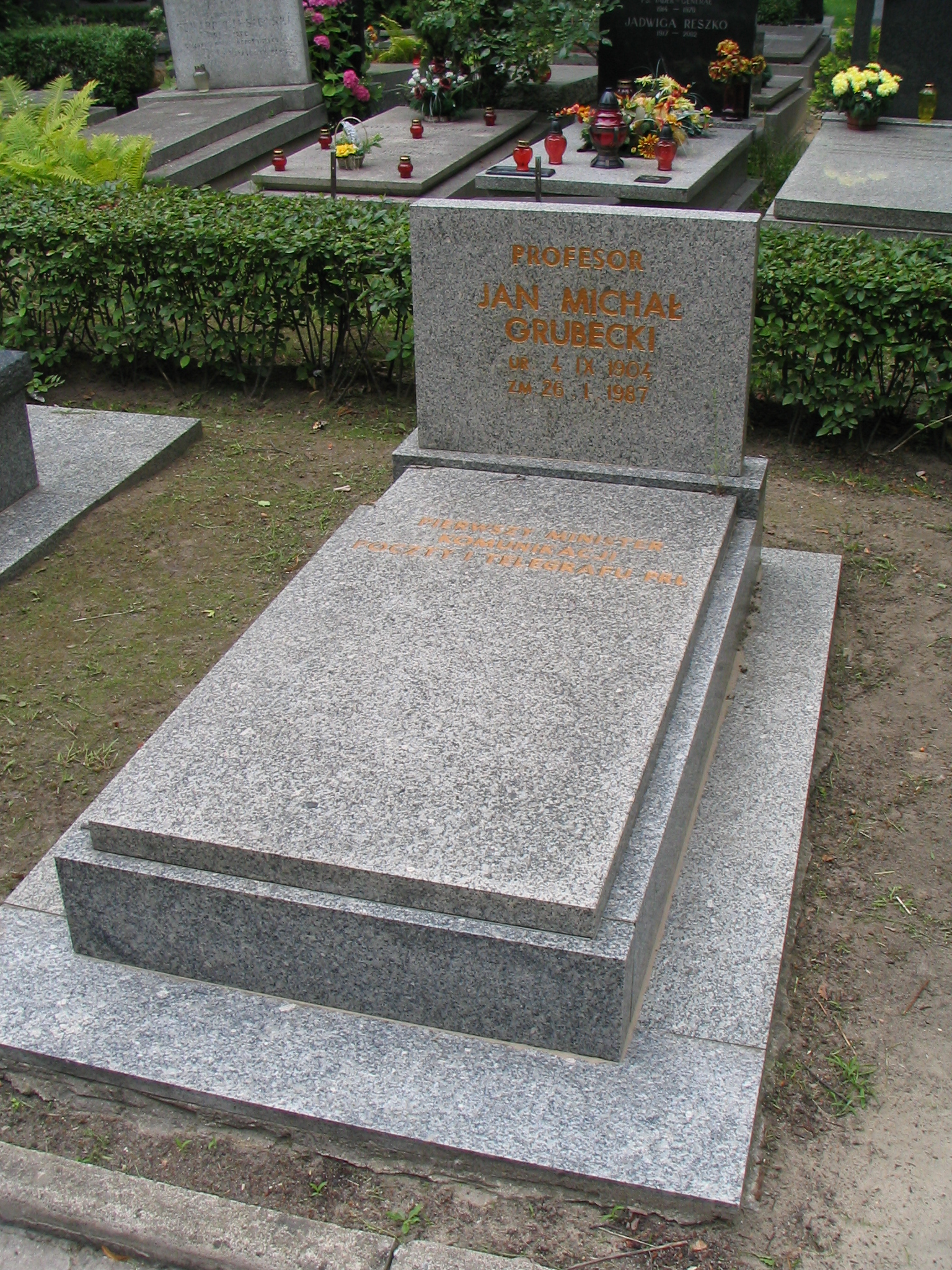
Grób Jana Michała Grubeckiego na cmentarzu Wojskowym na Powązkach w Warszawie, 23 lipca 2008

Jan Michał Grubecki (ur. 7 września 1904 w Wieliczce, zm. 26 stycznia 1987 w Warszawie) – działacz państwowy i ruchu ludowego, inżynier dróg i mostów, szef resortu komunikacji, poczty i telegrafu w PKWN.

## Życiorys
Pochodził z rodziny inteligenckiej, był synem Stanisława (1871–1942) i Anieli z domu Guś (1880–1958). Miał brata Bolesława (1906–1941) i siostrę Michalinę Lachman. W latach 20. pracował w budownictwie dróg, od 1929 związany z Politechniką Lwowską (asystent). Ukończył w 1933 studia na Politechnice Lwowskiej; obronił doktorat nauk technicznych. W latach 1935–1939 kierował budową linii kolejowej Sierpc-Toruń.
Po agresji ZSRR na Polskę (1939) inżynier przy liniach kolejowych we Lwowie i Stalingradzie. Od 1943 członek SL „Wola Ludu”, następnie Stronnictwa Ludowego satelickiego wobec Polskiej Partii Robotniczej, od 1949 ZSL, wieloletni członek kierownictwa partii ludowych.
W 1943 związał się ze Związkiem Patriotów Polskich, w latach 1943–1944 kierował wydziałem opieki społecznej Zarządu Głównego tego związku. Od 21 lipca do listopada 1944 kierował Resortem Komunikacji, Poczt i Telegrafu Polskiego Komitetu Wyzwolenia Narodowego. W latach 1944–1947 pierwszy, po II wojnie światowej, kierownik Biura Kontroli przy prezydium Krajowej Rady Narodowej, w latach 1947–1949 Biura Kontroli przy Radzie Państwa.
W latach 1945–1949 był członkiem Rady Naczelnej SL, w latach 1949–1956 członkiem Naczelnego Komitetu Wykonawczego ZSL; w 1944 (od września do listopada) sekretarz Tymczasowego Zarządu Głównego SL, następnie do stycznia 1946 wiceprezes Rady Naczelnej. Od stycznia 1946 do listopada 1949 wiceprezes Naczelnego Komitetu Wykonawczego SL, w latach 1949–1956 wiceprezes Rady Naczelnej ZSL; od 1956 zasiadał w kierownictwie Głównej Komisji Rewizyjnej ZSL (w latach 1956–1957 wiceprzewodniczący, w latach 1957–1971 przewodniczący). W latach 1947–1950 przewodniczył klubom poselskim kolejno SL i ZSL w Sejmie Ustawodawczym.
Od 1949 był profesorem Politechniki Warszawskiej; w latach 1948–1952 przewodniczący Rady Centrali Rolniczych Spółdzielni „Samopomoc Chłopska”. W latach 1944–1952 poseł kolejno do KRN i na Sejm Ustawodawczy, w latach 1945–1947 przewodniczył Komisji Komunikacyjnej KRN.
Zmarł w Warszawie, pochowany z honorami 6 lutego 1987 na cmentarzu Wojskowym na Powązkach (kwatera B31-tuje-10). W imieniu ówczesnych władz państwowych w pogrzebie wziął udział m.in. członek prezydium NK ZSL, zastępca przewodniczącego Rady Państwa Tadeusz Szelachowski.

## Ordery i odznaczenia
- Krzyż Komandorski z Gwiazdą Orderu Odrodzenia Polski (11 kwietnia 1949)[7]
- Krzyż Komandorski Orderu Odrodzenia Polski (1945)
- Order Krzyża Grunwaldu III klasy (19 lipca 1946)[8]
- Medal 10-lecia Polski Ludowej (19 stycznia 1955)[9]